# リン化コバルト(II)
リン化コバルト(II)はコバルトのリン化物で化学式Co2Pで表される物質である。